# Damien Miceli
Damien Miceli (Charleroi, 17 oktober 1984) is een Belgische voetballer.

## Carrière
Miceli speelde vier seizoenen voor MVV uit Maastricht. In 2007 keerde hij terug naar zijn jeugdclub Sporting Charleroi. In 2009-2010 werd hij verhuurd aan stadsgenoot Olympic Charleroi. Medio 2010 tekende hij bij WS Woluwe. Begin 2012 vertrok hij naar Luxemburg waar hij in dienst van Jeunesse Esch voetbalt. In het seizoen 2015/2016 speelde Miceli één seizoen bij FC Pepingen. Sinds 2018 speelt hij voor KVK Ninove.